# Chelora
Chelora é uma vila no distrito de Kannur, no estado indiano de Kerala.

## Demografia
Segundo o censo de 2001, Chelora tinha uma população de 19 566 habitantes. Os indivíduos do sexo masculino constituem 48% da população e os do sexo feminino 52%. Chelora tem uma taxa de literacia de 85%, superior à média nacional de 59,5%; a literacia no sexo masculino é de 87% e no sexo feminino é de 84%. 11% da população está abaixo dos 6 anos de idade.